# 木卫二十四
木卫二十四伊俄卡斯忒（S/2000 J 3，Iocaste，/aɪoʊˈkæstiː/，eye-o-KAS-tee；希腊语：Ιοκάστη），又名Jupiter XXIV，是木星的一颗逆行的不規則衛星。由斯科特·谢泼德所領導的夏威夷大學研究小組於2000年發現。
其軌道平均半徑為20,723 Mm，軌道周期為609.427地球日，與黃道間的軌道傾角為147°（与木星赤道146°），運轉方向為逆行，軌道離心率为0.2874。
它在2002年10月被命名为Iocaste（伊俄卡斯忒），是希腊神话俄狄浦斯的母亲兼妻子。
它是阿南刻衛星群中的成员，据信是被俘虏的日心形小行星分裂的残余物。
其直徑約為5公里，颜色为灰色（色指數 B−V=0.63, R−V=0.36），与C-型小行星相似。

## 延伸阅读
- Ephemeris IAU-MPC NSES （页面存档备份，存于）
- Mean orbital parameters NASA JPLArchive.today的存檔，存档日期2021-03-03